# Большое Бизюкино
Большое Бизюкино — деревня в Тульской области России. С точки зрения административно-территориального устройства входит в Спас-Конинский сельский округ, Алексинский район. В плане местного самоуправления входит в состав муниципального образования город Алексин.

## География
Деревня находится в северо-западной части Тульской области, в пределах северо-восточного склона Среднерусской возвышенности, в подзоне широколиственных лесов, на берегу реки Крушма, на расстоянии примерно 17,5 км по прямой (29 километров по автодорогам) к юго-востоку от города Алексина, административного центра округа.

### Климат
Климат характеризуется как умеренно континентальный, с ярко выраженными сезонами года. Средняя температура воздуха летнего периода — 16 — 20 °C (абсолютный максимум — 38 °С); зимнего периода — −5 — −12 °C (абсолютный минимум — −46 °С). Снежный покров держится в среднем 130—145 дней в году. Среднегодовое количество осадков — 650—730 мм.

## История
Упоминается на плане Генерального межевания Тульского наместничества 1790 года как сельцо Верхнее Безюкино. В начале XIX века крестьяне принадлежали помещику В. Карцову.
По данным 1859 года Большое Безюкино — владельческая деревня 2-го стана Алексинского уезда Тульской губернии при речке Малой Крушме, в 20 верстах от уездного города Алексина, с 45 дворами и 445 жителями (220 мужчин, 225 женщин).
Во второй половине XIX — начале XX века деревня относилась к Спас-Конинской волости Алексинского уезда, была приписана к приходу церкви в селе Спас-Конино.
В 1912 году в Алексинском уезде была проведена подворная перепись. Деревня Большое Безюкино относилась к Больше-Безюкинскому сельскому обществу Спас-Конинской волости. Имелось 105 хозяйств бывших крестьян помещицы Карачаровой (из них 90 наличных приписных и 15 отсутствующих), итого 599 человек (291 мужчина и 308 женщин) наличного населения (из них 153 грамотных и полуграмотных и 30 учащихся). Была церковно-приходская школа.
Имелось 240 земельных наделов, всего 714 десятин надельной земли (587,1 десятины пашни, 72,0 — сенокоса, 10,0 десятин леса, 7,8 десятин выгона, 25,1 — усадебной земли и 12,0 — неудобной земли). 23 хозяйства сдавали в аренду 94 десятины удобной земли; арендовано было 81,8 десятин надельной земли в своей общине и 6,8 десятин вненадельной земли 20 хозяйствами. В пользовании наличных хозяйств находилось 685,7 десятин удобной земли, в том числе 573,7 десятин пашни, 70,5 десятин сенокоса.
Под посевами находилось 396,7 десятины земли (в том числе 21,9 десятины усадебной), из неё озимая рожь занимала 181 десятину, яровой овёс — 140,1 десятины, картофель — 28,2 (значительной частью на усадебной земле), чечевица — 21,2 десятины, конопля — 8,5 (на усадебной земле), гречиха — 7,1, лён — 6,3, ячмень — 2,3 десятины, горох — 1,5 и огородные овощи — 0,5 десятины (на усадебной земле).
У жителей было 129 лошадей, 192 головы КРС, 165 овец и 94 свиньи; 1 хозяйство держало 5 ульев пчёл.
Промыслами занимались 138 человек: 24 — местными (в своём селении и в своём уезде) и 114 отхожими (в основном в Москве и в своей губернии), из них 24 штукатура, по 11 портных и маляров, 9 прислуживающих и 9 рабочих на ковровой фабрике.
По переписи 1926 года деревня Большое Бизюкино была центром Больше-Бизюкинского сельсовета Алексинского района Тульской губернии, имелось 94 крестьянских хозяйства и 470 жителей (217 мужчин, 253 женщины). Ко Второй мировой войне число дворов сократилось до 53, но было почтовое отделение.
По переписи 2002 года население деревни, входившей в Спас-Конинский сельский округ, составляло 23 человека, все русские, в 2010 году — деревня Шелепинского сельского поселения, 15 жителей (5 мужчин, 10 женщин). По переписи 2021 года — 25 человек (все русские). На 2025 год в деревне 32 частных жилых дома и 7 квартир в блокированных жилых домах.

## Население
| 2010 |
| ---- |
| 15   |